# ماراگوگیپ
ماراگوگیپ (به پرتغالی: Maragogipe) یک منطقهٔ مسکونی در برزیل است که در باهیا واقع شده‌است. ماراگوگیپ ۴۳۸٫۱۸ کیلومتر مربع مساحت و ۴۴٬۷۹۳ نفر جمعیت دارد.